# 褐色萎縮
褐色萎縮(英: brown atrophy)とはリポフスチン（消耗性色素）の沈着を伴う臓器、組織、細胞の萎縮。消耗性疾患や慢性栄養不良を呈する動物の心臓、肝臓、腎臓、副腎などで認められる。褐色萎縮はナイル青染色、シュモール染色で青染、ズダン染色、チール・ネルゼン染色で赤染、ベルリン青反応陰性。